# Zmerno podnebje
Zmerno podnebje je tip podnebja na Zemlji, ki ga zaznamujejo izraziti letni časi z znatnim nihanjem temperature zraka, a hkrati zmerna povprečna letna temperatura. Po definiciji imajo zmerno podnebje območja, kjer povprečna mesečna temperatura v najtoplejših mesecih presega 10 °C, v hladnih pa −3 °C.
Območja z zmernim podnebjem se nahajajo na srednjih zemljepisnih širinah, kjer Sonce nikoli ni v nadglavišču (zenitu), zato so temperature nižje kot v tropih in se z večanjem zemljepisne širine nižajo. Znotraj tega imajo izrazit vpliv v smeri zahod-vzhod morski tokovi. Ti prinašajo vlago, zaradi česar nastanejo cikloni, ki potujejo proti vzhodu in oblikujejo podnebne tipe, odvisno od oddaljenosti od morja in gorskih pregrad. Proti notranjosti celine tako prehaja v celinsko podnebje z izrazitejšimi temperaturnimi ekstremi.
Po Köppnovi podnebni klasifikaciji ima zmerno podnebje oznako C. Celinsko podnebje ima oznako D, a velja za podtip zmernega. Večina ozemlja Slovenije ima zmerno podnebje, konkretneje zmernotoplo vlažno podnebje z vročim poletjem (Cfa) in zmernotoplo vlažno podnebje s toplim poletjem (Cfb).
V območjih z zmernim podnebjem, predvsem v obalnih predelih, živi večina ljudi. Velika večina poselitve je skoncentrirana na severni polobli, saj je na teh zemljepisnih širinah na voljo bistveno večja kopna površina kot na južni.